# Wiktor Skworc
Wiktor Paweł Skworc (ur. 19 maja 1948 w Bielszowicach) – polski duchowny rzymskokatolicki, doktor nauk humanistycznych (historia Kościoła), biskup diecezjalny tarnowski w latach 1998–2011, arcybiskup metropolita katowicki w latach 2011–2023, od 2023 arcybiskup senior archidiecezji katowickiej.

## Życiorys

### Wykształcenie
Urodził się 19 maja 1948 w Bielszowicach, później włączonych jako dzielnica do Rudy Śląskiej. Egzamin dojrzałości zdał w 1966 w II Liceum Ogólnokształcącym w Rudzie Śląskiej. W 1973 ukończył studia filozoficzno-teologiczne w Wyższym Śląskim Seminarium Duchownym w Krakowie. W trakcie studiów w roku akademickim 1970/1971 odbył obowiązkowy roczny staż w kopalni węgla kamiennego „Walenty – Wawel” w Rudzie Śląskiej. 19 kwietnia 1973 w katedrze Chrystusa Króla w Katowicach został wyświęcony na prezbitera przez Herberta Bednorza, biskupa diecezjalnego katowickiego. Na Akademii Teologii Katolickiej w Warszawie uzyskał w 1979 licencjat z teologii, a w 1995 na podstawie dysertacji Budownictwo kościołów w diecezji katowickiej w latach 1945–1989 doktorat z nauk humanistycznych w specjalności historia Kościoła.

### Prezbiter
Po przyjęciu święceń diakonatu przebywał w Dreźnie, gdzie pełnił posługę duszpasterza polskiej młodzieży pracującej w Dreźnie i Lipsku. W sierpniu 1973 został mianowany wikariuszem parafii Świętych Apostołów Piotra i Pawła w Katowicach. W latach 1975–1980 był sekretarzem i kapelanem biskupa Herberta Bednorza. W 1980 został mianowany kanclerzem kurii diecezjalnej w Katowicach. Pełniąc tę funkcję, przyczynił się do wybudowania domu księży emerytów i klasztoru sióstr karmelitanek w Katowicach, a także utworzył fundusz pomocy dla księży misjonarzy. W czasie stanu wojennego współtworzył i współdziałał w ramach Biskupiego Komitetu Pomocy Więźniom i Internowanym. Był jednym z głównych organizatorów wizyty papieża Jana Pawła II w Katowicach w trakcie podróży apostolskiej do Polski w 1983. W latach 80. XX w. pośredniczył jako mediator w sporach pomiędzy strajkującymi i pracodawcami. Od 1992 piastował urząd wikariusza generalnego i ekonoma archidiecezji katowickiej. Oprócz tego był wizytatorem diecezjalnym oraz członkiem rady kapłańskiej i kolegium konsultorów.

### Biskup
13 grudnia 1997 papież Jan Paweł II mianował go biskupem diecezjalnym diecezji tarnowskiej. Święcenia biskupie otrzymał 6 stycznia 1998 w bazylice św. Piotra na Watykanie. Głównym konsekratorem był Jan Paweł II, zaś współkonsekratorami arcybiskup Giovanni Battista Re, substytut ds. Ogólnych Sekretariatu Stanu, i arcybiskup Jorge María Mejía, sekretarz Kongregacji ds. Biskupów. Ingres do bazyliki katedralnej Narodzenia Najświętszej Maryi Panny w Tarnowie odbył 25 stycznia 1998. Jako zawołanie biskupie przyjął słowa „In Spiritu Sancto” („W Duchu Świętym”). W czasie pełnienia funkcji ordynariusza tarnowskiego przyczynił się do utworzenia, działającego w strukturach Uniwersytetu Papieskiego Jana Pawła II w Krakowie, samodzielnego Wydziału Teologicznego w Tarnowie. Jako biskup tarnowski sprawował urząd wicekanclerza tego wydziału. W Starym Sączu, na miejscu papieskiej wizyty z 1999, utworzył Diecezjalne Centrum Pielgrzymowania im. Jana Pawła II. Podjął decyzję o budowie w Tarnowie klauzurowego klasztoru sióstr karmelitanek. Dla katolików świeckich zaangażowanych w ruchach i stowarzyszeniach organizował spotkania w ramach Diecezjalnego Forum Ruchów i Stowarzyszeń, natomiast dla samorządowców w okresie adwentu dni skupienia, poświęcone problemom z zakresu katolickiej nauki społecznej. Wspierał edukację zdolnej młodzieży pochodzącej z ubogich rodzin diecezji, tworząc w Tarnowie, Nowym Sączu, Mielcu i Szczucinie Katolickie Centra Edukacji Młodzieży „Kana”, jak również powołując Fundację im. Arcybiskupa Jerzego Ablewicza, przekazującą rokrocznie ponad 100 stypendiów. Utworzył także Rodzinę Szkół im. Jana Pawła II i Rodzinę Szkół Świętych i Błogosławionych. Zaangażował się w budowę Ośrodka Opiekuńczo-Rehabilitacyjnego dla Dzieci i Młodzieży Niepełnosprawnej Caritas Diecezji Tarnowskiej w Jadownikach Mokrych, Przytuliska św. Brata Alberta w Grywałdzie, prowadzonego przez siostry albertynki, oraz stacjonarnego hospicjum w Tarnowie, prowadzonego przez Fundację „Kromka Chleba”, wsparł też program „Gniazdo”, mający na celu pomoc rodzinom wielodzietnym w budowie lub remoncie domu. Promował posługę nadzwyczajnych szafarzy Komunii Świętej, zanoszących Komunię św. do domów chorych. Zarządził, aby rady parafialne były wybierane w wyborach powszechnych. Każdego roku kilku kapłanów diecezjalnych kierował do pracy w krajach misyjnych, na Wschodzie i w Europie Zachodniej.
29 października 2011 papież Benedykt XVI mianował go arcybiskupem metropolitą katowickim. Ingres do archikatedry w Katowicach odbył 26 listopada 2011. Do tego dnia pełnił funkcję administratora diecezji tarnowskiej. Jako arcybiskup metropolita katowicki objął urząd wielkiego kanclerza Wydziału Teologicznego Uniwersytetu Śląskiego w Katowicach. 29 czerwca 2012 otrzymał z rąk papieża paliusz metropolitalny. 31 maja 2023 papież Franciszek przyjął jego rezygnację z obowiązków arcybiskupa metropolity katowickiego. W grudniu 2021 papież Franciszek mianował arcybiskupem koadiutorem Adriana Galbasa, który w tym samym miesiącu kanonicznie objął urząd.
W strukturach Konferencji Episkopatu Polski pełnił funkcję delegata ds. Ruchu Światło-Życie (1999–2004), przewodniczącego Komisji ds. Misji (2001–2011), przewodniczącego Rady Ekonomicznej (2004–2009) i przewodniczącego Komisji Rewizyjnej (2009–2019). W 2004 został delegatem ds. Działalności w Polsce „Kirche in Not”, w 2006 przewodniczącym Zespołu ds. Kontaktów z Konferencją Episkopatu Niemiec, w 2016 przewodniczącym Komisji Duszpasterstwa, a w 2018 członkiem Rady Stałej. W 2010 został nominowany przez nuncjusza apostolskiego w Polsce członkiem Kościelnej Komisji Konkordatowej. 1 lipca 2005 papież Benedykt XVI mianował go członkiem Kongregacji ds. Ewangelizacji Narodów.
Konsekrował trzech biskupów pomocniczych tarnowskich: Stanisława Budzika (2004), Wiesława Lechowicza (2008) i Andrzeja Jeża (2009) oraz trzech biskupów pomocniczych katowickich: Marka Szkudłę (2015), Adama Wodarczyka (2015) i Grzegorza Olszowskiego (2018). Był współkonsekratorem podczas święceń biskupów pomocniczych katowickich: Stefana Cichego (1998) i Józefa Kupnego (2006), administratora apostolskiego Atyrau Janusza Kalety (2006), biskupa pomocniczego gliwickiego Andrzeja Iwaneckiego (2018) oraz biskupa pomocniczego opolskiego Waldemara Musioła (2022).

### Molestowanie nieletnich przez księdza Stanisława P.
W 2002 po przeprowadzeniu postępowania wstępnego w sprawie podległego mu księdza Stanisława P. oskarżonego o dopuszczanie się czynów pedofilskich wobec uczniów z Woli Radłowskiej odwołał nieprzyznającego się do winy duchownego z urzędu proboszcza i skierował go na urlop, a w następnym roku wysłał do pracy duszpasterskiej w Gródku Podolskim na Ukrainie. Wbrew przepisom wprowadzonego w 2001 motu proprio Sacramentorum sanctitatis tutela nie powiadomił o postępowaniu Kongregacji Nauki Wiary. Co więcej, nie zawiadomił również prokuratury o czynach podległego mu księdza. Będąc na Ukrainie Stanisław P., według ustaleń prokuratury ponownie dopuścił się molestowania nieletnich. Po powrocie tego księdza do diecezji w 2008 mianował go penitencjarzem w parafii w Krynicy-Zdroju, ponadto ksiądz nauczał religii w szkole i prowadził rekolekcje. W 2010 postępowanie zostało wznowione, gdy nowe zawiadomienie złożył poszkodowany przez księdza. W wyniku dochodzenia hierarcha nałożył na duchownego suspensę i zakazał pracy z małoletnimi. W 2013 Kongregacja Nauki Wiary w dekrecie skazującym stwierdziła winę oskarżonego księdza i nałożyła na niego sankcje. W 2020 w reakcji na opisanie sprawy przez księdza Tadeusza Isakowicza-Zaleskiego rzecznik arcybiskupa katowickiego wydał oświadczenie, w którym przekazał, że hierarcha wyraził żal i ubolewanie z powodu krzywdy wszystkich ofiar podległego mu duchownego. W tym samym czasie arcybiskup Wiktor Skworc zwrócił się do arcybiskupa metropolity krakowskiego Marka Jędraszewskiego z wnioskiem o wszczęcie postępowania wyjaśniającego sprawę w oparciu o motu proprio Vos estis lux mundi. W lipcu 2021 archidiecezja krakowska poinformowała, że Stolica Apostolska zakończyła dochodzenie dotyczące sygnalizowanych zaniedbań hierarchy w prowadzeniu spraw o nadużycia seksualne na szkodę osób małoletnich ze strony dwóch podległych mu duchownych diecezji tarnowskiej. W następstwie postępowania hierarcha wystąpił o wyznaczenie arcybiskupa koadiutora dla archidiecezji katowickiej, w Konferencji Episkopatu Polski zrzekł się członkostwa w Radzie Stałej i przewodniczenia Komisji Duszpasterstwa, a także zobowiązał się wesprzeć finansowo wydatki diecezji tarnowskiej związane ze sprawami wykorzystania seksualnego. W piśmie do wiernych i duchowieństwa archidiecezji katowickiej zwrócił się z prośbą o przebaczenie jego zaniedbań oraz zapewnił, że od objęcia kierownictwa nad archidiecezją podjął szereg działań w obronie osób małoletnich.
Tarnowska prokuratura badająca czyny Stanisława P., dotarła do co najmniej 95 pokrzywdzonych przez niego osób, jednak z powodu upływu czasu, wszystkie jego karalne czyny uległy przedawnieniu. Tarnowska prokuratura weryfikuje, czy wszystkie osoby mające wiedzę o jego działalności, w tym jego przełożony bp Wiktor Skworc, nie popełniły przestępstwa, nie zawiadamiając organów ścigania.

## Współpraca z organami bezpieczeństwa PRL
W 1979 został zarejestrowany przez Służbę Bezpieczeństwa jako tajny współpracownik o pseudonimie „Dąbrowski”. Miało to miejsce po zatrzymaniu go przez patrol Milicji Obywatelskiej, który odkrył, że w bagażniku przewoził tzw. żywność delikatesową z Baltony w ilości większej niż na potrzeby jednej osoby. W czasie przesłuchania został poinformowany, że może być oskarżony o spekulację. Współpraca formalnie została rozwiązana w listopadzie 1989. W archiwach Instytutu Pamięci Narodowej zachowało się kilkanaście raportów z rozmów przeprowadzonych przez oficera prowadzącego, które odbyły się w różnych miejscach, również w prywatnych samochodach, w warunkach konspiracji. Zawarte są w nich m.in. informacje o stosunku kurii do Kazimierza Świtonia, o rozmowie dyscyplinującej z ks. Bernardem Czerneckim, by nie dopuszczał do wystąpień osób świeckich w kościele Matki Kościoła w Jastrzębiu-Zdroju, o planowanych nominacjach biskupów pomocniczych w diecezji katowickiej, o konkluzjach z rozmów w kurii po zatrzymaniu górników kopalni Mysłowice. W 2006 zapewnił, że jego kontakty z funkcjonariuszami SB odbywały się za wiedzą katowickich ordynariuszy.

## Wyróżnienia
W 2020 został odznaczony odznaką honorową „Za zasługi dla ochrony zdrowia”.
Nadano mu honorowe obywatelstwa: Rudy Śląskiej (1998), Starego Sącza (2007), Brzeska (2009) i Tarnowa (2011, zrzekł się w 2021). Otrzymał także Srebrny Medal Honorowy za Zasługi dla Województwa Małopolskiego (2012), a od Stowarzyszenie Gmin i Powiatów Małopolski tytuł Małopolanina Roku (2012).
Otrzymał Nagrodę im. Wojciecha Korfantego przyznaną przez Związek Górnośląski (2014), Nagrodę im. Stanisława Ligonia nadaną przez Radio Katowice (2015), nagrodę „Śląski Szmaragd” (2017) i Gwiazdę Górnośląską przyznaną przez marszałka województwa śląskiego (2021).